# Brani Wetan
Brani Wetan is een bestuurslaag in het regentschap Probolinggo van de provincie Oost-Java, Indonesië. Brani Wetan telt 4680 inwoners (volkstelling 2010).